# 4261 Gekko
4261 Gekko este un asteroid din centura principală, descoperit pe 28 ianuarie 1989, de Yoshiaki Oshima.